# Cooperative Security Location
Eine Cooperative Security Location (CSL) ist im Sprachgebrauch der Vereinigten Staaten die kleinste Stufe eines Militärstützpunkts außerhalb des Mutterlandes (auch als "Lily-Pad" Bases, Seerosenblätter-Basen, bezeichnet). Es handelt sich dabei um Stützpunkte, in denen im Normalfall keine oder nur wenige US-Soldaten stationiert sind. Für den laufenden Betrieb sind vielmehr das Gastgeberland oder private Unternehmen im Auftrag des US-Militärs zuständig. Von den US-Truppen werden sie nur bei Einsätzen in der unmittelbaren Umgebung genutzt, und dann meist in Zusammenarbeit mit Einheiten des Gastgeberlands. Sie können auch als Stützpunkt für Militärberater zur Ausbildung einheimischer Truppen dienen. Darüber hinaus enthalten CSL eingelagerte Militärausrüstung und lassen sich mit geringem Aufwand zu Forward Operating Sites, der nächsthöheren Stufe, ausbauen. Die strategische Bedeutung der gemeinsamen Sicherheitseinrichtungen liegt für das Pentagon damit in der Möglichkeit, in der eigenen Interessenssphäre militärische
Handlungsfähigkeit zu etablieren. 
Die CSLs gehen auf ein Konzept zurück, das US-Präsident George W. Bush im August 2004 für die Stationierung der Streitkräfte der Vereinigten Staaten vorgestellt hat. Es sieht bis 2014 einen Abzug von US-Truppen insbesondere aus Westeuropa und eine Verlegung in die USA sowie in geringerem Maß in andere Staaten vor. Weitere Elemente dieses neuen Stationierungskonzepts sind die beiden übergeordneten Ebenen Forward Operating Site (FOS) und Main Operating Base (MOB).
CSL werden vor allem in Afrika angelegt, um im Krieg gegen den Terror und zum Schutz der US-Ölindustrie verwendet zu werden. Solche Einrichtungen finden sich am Zivilflughafen von Libreville in Gabun, am Militärflugplatz von Dakar im Senegal und am Flughafen Entebbe in Uganda. In Südamerika sicherte sich das Pentagon 2000 nach den Torrijos-Carter-Verträgen neue Stützpunkte, die nicht mehr Basen, sondern CSL genannt wurden und zwar in El Salvador, Honduras, Guantánamo, Puerto Rico, Peru, Costa Rica, Ecuador und auf zwei Inseln unter niederländischer Verwaltung. 
In Puerto Rico wurde 2003 nach Protesten der Einwohner das dortige CSL geschlossen. 2009 verlängerte der ecuadorianische Präsident Rafael Correa die auslaufende Konzession bezüglich des Stützpunktes nicht.
Das Camp As Sayliyah außerhalb Dohas dient seit dem Vormarsch der Taliban in Afghanistan 2021 als Zwischenstation für Evakuierte aus Afghanistan.